# Романковцы
Рома́нковцы (укр. Романківці) — село в Сокирянской городской общине Днестровского района Черновицкой области Украины.
До 2020 года входило в Сокирянский район. Бывшее село Романкауцы (рум. Romancăuți) Хотинского уезда Бессарабии.
Население по переписи 2001 года составляло 5066 человек. Население в 2021 году составляло 4676 человек. Почтовый индекс — 60227. Телефонный код — 3739. Код КОАТУУ — 7324088001.

## Уроженцы
- Бурих Бендерский (1880—1953) — аргентинский еврейский писатель.